# Готовское сельское поселение
Готовско́е се́льское поселе́ние — муниципальное образование в Красненском районе Белгородской области.
Административный центр — село Готовье.

## История
Готовское сельское поселение образовано 20 декабря 2004 года в соответствии с Законом Белгородской области № 159.

## Население
| 2010 | 2011 | 2012 | 2013 | 2014 | 2015 | 2016 | 2017 | 2018 |
| ---- | ---- | ---- | ---- | ---- | ---- | ---- | ---- | ---- |
| 928  | ↘925 | ↗943 | ↘922 | ↘845 | ↘836 | ↘831 | ↘823 | ↘818 |
| 2019 | 2020 | 2021 |      |      |      |      |      |      |
| ↘810 | ↘799 | ↗958 |      |      |      |      |      |      |

## Состав сельского поселения
| № | Населённый пункт | Тип населённого пункта       | Население |
| - | ---------------- | ---------------------------- | --------- |
| 1 | Вербное          | село                         | ↘102      |
| 2 | Готовье          | село, административный центр | ↘654      |
| 3 | Камышенка        | село                         | ↘172      |